# Idaho Steelheads
Az Idaho Steelheads egy amerikai jégkorongcsapat az idahói Boise-ban. A csapat az 1997-es alapításól 2003-ig a West Coast Hockey League-ben játszott, a 2003-04-es szezontól kezdve az ECHL-ben játszik, azon belül a nyugati főcsoportnak a hegyvidéki divíziójában. A klub az 5002 férőhelyes Idaho Central Arenában játszik. A csapat partnerszerződésben áll a National Hockey League-ben szereplő Dallas Stars-zal, illetve az American Hockey League-ben szereplő Texas Stars-zal. A csapat kétszer nyerte el a Kelly-kupát.

## Története
A csapatot 1997-ban alapították, és a West Coast Hockey League-ben játszott egészen a liga megszűnéséig, 2003-ban csatlakozott az ECHL-hez. Az első szezonjában az ECHL-ben megnyerte a liga döntőjét, ezzel elnyerve a Kelly-kupát.

## Helyezések
Kelly-kupa: 2003-04, 2006-07